# Waldstaude

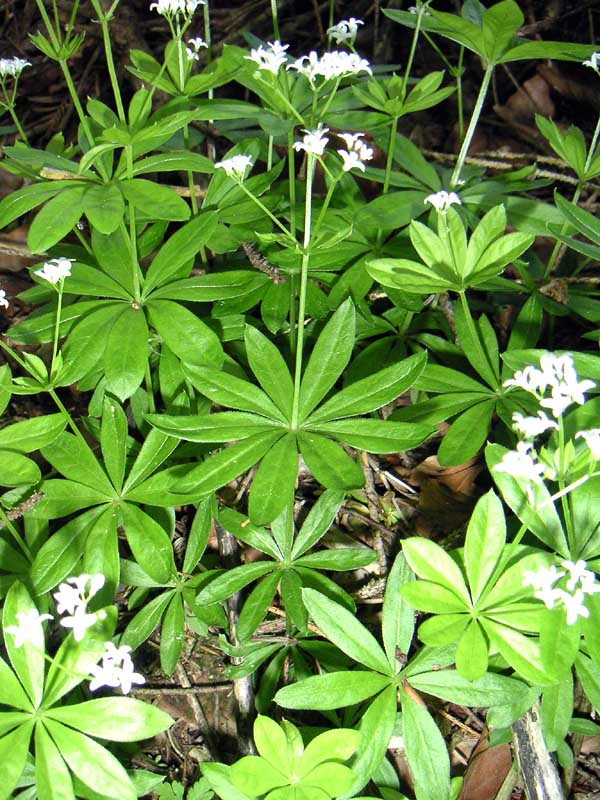
Waldmeister (Galium odoratum) – zählt zu den Waldstauden

Als Waldstauden werden im Gartenbau solche Stauden bezeichnet, die am besten im unmittelbaren Schutz von Gehölzen gedeihen. Häufig sind sie auf das Herbstlaub als Kälteschutz angewiesen. Typisch ist, dass sie sehr früh im Jahr blühen, wenn die Gehölze noch keine Blätter ausgebildet haben. Die Einteilung von Stauden in Waldstauden im Unterschied etwa zu den Prachtstauden oder Uferstauden erfolgt aus rein gärtnerischer Sicht. Sie ist ein Hilfsmittel, um für die gegebenen Bedingungen eines Staudenbeetes die passenden Pflanzen auszuwählen. Nicht immer scharf ist die Abgrenzung zu den Gehölzrandstauden, die für ihr Gedeihen lichtschattige bis wechselschattige Standorte benötigen.
Typische Waldstauden sind:
- Anemonen
- Lungenkraut
- Waldmeister
- Kleeblättriges Schaumkraut
- Elfenblumen
- Herzlilie
- Wald-Schaumkerze
- Kleines Immergrün
- Golderdbeere
- Farne
- Buschwindröschen

Daneben wachsen auch viele Zwiebelpflanzen gerne unter Gehölzen. Dazu zählen Märzenbecher, die Schneeglöckchen und der Winterling.